# 캐럴 랜디스
캐럴 랜디스(Carole Landis, 1919년 1월 1일 ~ 1948년 7월 5일)는 미국의 배우이다.

## 출연 작품
- 누스(영어판) (1948)
- 포 질스 인 어 지프 (1944)
- 윈터타임 (1943)
- 오케스트라 와이브즈 (1942)
- 마이 갤 샐 (1942)
- 문 오버 마이아미 (1941)
- 터너바웃 (1940)
- 골드 디거 인 파리 (1938)
- 더 킹 앤 더 코러스 걸 (1937)
- 브로드웨이 멜로디 오브 1938 (1937)
- 경마장의 하루 (1937)